# Nati nel 1953/Gennaio
| Questa pagina contiene informazioni ricavate automaticamente dalle voci biografiche con l'ausilio del template Bio e di un bot. L'aggiornamento è periodico e automatico e ricostruisce completamente la pagina. Se manca una persona in questa lista, sei pregato di non aggiungerla, ma accertati piuttosto che la sua voce biografica contenga il template Bio e che i dati anagrafici siano correttamente compilati. Se il template Bio manca, inseriscilo tu stesso o, in alternativa, metti l'avviso {{tmp\|Bio}} che ne segnala la mancanza. Se i dati riportati sono sbagliati, correggi direttamente la voce biografica; le modifiche saranno visibili in questa lista entro pochi giorni. Per chiarimenti vedi il progetto biografie. La lista contiene solo le 278 persone che sono citate nell'enciclopedia e per le quali è stato implementato correttamente il template Bio. Pagina aggiornata al 2 ago 2025. |

- 1º gennaio - Maureen Beattie, attrice britannica
- 1º gennaio - Paul Collet, regista, sceneggiatore e produttore cinematografico belga
- 1º gennaio - Jonny Coyne, attore britannico
- 1º gennaio - Rick Darnell, ex cestista statunitense
- 1º gennaio - Afonso Dhlakama, politico mozambicano († 2018)
- 1º gennaio - Philippe Douste-Blazy, medico e politico francese
- 1º gennaio - Han Shaogong, scrittore cinese
- 1º gennaio - David Jacobson, regista e sceneggiatore statunitense
- 1º gennaio - Zoran Janković, politico e imprenditore sloveno
- 1º gennaio - Gary Johnson, politico statunitense
- 1º gennaio - Salman Khurshid, politico e avvocato indiano
- 1º gennaio - Alpha Blondy, cantante ivoriano
- 1º gennaio - Tito Larriva, cantante, musicista e attore messicano
- 1º gennaio - Abel Montagut, scrittore, traduttore e esperantista andorrano
- 1º gennaio - Fulgencio Obelmejias, ex pugile venezuelano
- 1º gennaio - Andrea Ruffolo, architetto, scrittore e pittore italiano
- 1º gennaio - Nicolaus Schmidt, artista, pittore e fotografo tedesco
- 1º gennaio - Mary Sweeney, montatrice, produttrice cinematografica e sceneggiatrice statunitense
- 1º gennaio - Yılmaz Vural, allenatore di calcio e ex calciatore turco
- 2 gennaio - Alfredo Amarillo, ex calciatore uruguaiano
- 2 gennaio - Salvatore Deidda, fumettista italiano († 1990)
- 2 gennaio - Nailja Giljazova, ex schermitrice sovietica
- 2 gennaio - Giuseppe Iannello, politico e notaio italiano
- 2 gennaio - Raffaele Iozzino, poliziotto italiano († 1978)
- 2 gennaio - Christian Witt-Döring, ex sciatore alpino austriaco
- 2 gennaio - Franco Zulian, compositore e polistrumentista italiano
- 3 gennaio - Vittorio Algeri, dirigente sportivo, ex ciclista su strada e pistard italiano
- 3 gennaio - Giovanni Barbagallo, politico italiano
- 3 gennaio - Mehdi Cerbah, allenatore di calcio e calciatore algerino († 2021)
- 3 gennaio - Enzo Ferrero, ex calciatore spagnolo
- 3 gennaio - Ernie Jones, ex giocatore di football americano statunitense
- 3 gennaio - Kiyohide Kuwata, ex cestista e allenatore di pallacanestro giapponese
- 3 gennaio - Angelo Parisi, ex judoka italiano
- 3 gennaio - Enzo Savarese, politico italiano
- 3 gennaio - Peter John Taylor, allenatore di calcio e ex calciatore inglese
- 3 gennaio - Mohammed Waheed Hassan, politico maldiviano
- 4 gennaio - Norberto Alonso, ex calciatore argentino
- 4 gennaio - Dario De Toffoli, autore di giochi, giornalista e scrittore italiano
- 4 gennaio - Li Fusheng, calciatore cinese († 2007)
- 4 gennaio - Alapati Lui Mataeliga, arcivescovo cattolico samoano († 2023)
- 4 gennaio - Mario Oliverio, politico italiano
- 4 gennaio - Shigeto Shimizu, ex cestista giapponese
- 5 gennaio - Mark Blackburn, numismatico britannico († 2011)
- 5 gennaio - Giancarlo D'Astoli, allenatore di calcio e ex calciatore italiano
- 5 gennaio - Gianluigi Di Franco, musicista italiano († 2005)
- 5 gennaio - Gustav Hraška, ex cestista cecoslovacco
- 5 gennaio - Kim Dong-gwang, ex cestista e allenatore di pallacanestro sudcoreano
- 5 gennaio - Pamela Sue Martin, attrice statunitense
- 5 gennaio - Nolberto Molina, ex calciatore colombiano
- 5 gennaio - Dwight Muhammad Qawi, pugile statunitense († 2025)
- 5 gennaio - Tony Tan Caktiong, imprenditore cinese
- 5 gennaio - George Tenet, agente segreto statunitense
- 5 gennaio - Paul Wertico, batterista statunitense
- 5 gennaio - Halina Wyka, ex cestista polacca
- 6 gennaio - Jeff Capel, allenatore di pallacanestro statunitense († 2017)
- 6 gennaio - Omar Correa, ex calciatore uruguaiano
- 6 gennaio - Valerio Festi, artista e imprenditore italiano
- 6 gennaio - Michel Frutschi, pilota motociclistico svizzero († 1983)
- 6 gennaio - Tomislav Ivčić, cantante, musicista e politico croato († 1993)
- 6 gennaio - Manfred Kaltz, allenatore di calcio e ex calciatore tedesco
- 6 gennaio - Gary Kloppenburg, allenatore di pallacanestro statunitense
- 6 gennaio - Vasilij Solomin, pugile sovietico († 1997)
- 6 gennaio - Angelo Stano, fumettista e illustratore italiano
- 6 gennaio - Malcolm Young, chitarrista britannico († 2017)
- 7 gennaio - Dionne Brand, scrittrice e poetessa canadese
- 7 gennaio - Dieter Hoeneß, dirigente sportivo e ex calciatore tedesco
- 7 gennaio - Robert Longo, artista e regista statunitense
- 7 gennaio - Enrico Magrelli, giornalista, critico cinematografico e autore televisivo italiano
- 7 gennaio - Palmiro Masciarelli, dirigente sportivo e ex ciclista su strada italiano
- 7 gennaio - Giuseppe Mazzei, giornalista e saggista italiano
- 7 gennaio - Leslie Mandoki, cantante e batterista ungherese
- 8 gennaio - Damián Alcázar, attore messicano
- 8 gennaio - Peter J. Carroll, esoterista e scrittore britannico
- 8 gennaio - Glenn Cooper, scrittore, sceneggiatore e produttore cinematografico statunitense
- 8 gennaio - Giampaolo Fogliardi, politico italiano
- 8 gennaio - Adrian Fulford, magistrato britannico
- 8 gennaio - Dominique Gaumont, chitarrista francese († 1983)
- 8 gennaio - Zdenko Iskra, ex calciatore jugoslavo
- 8 gennaio - Hugh McAuley, ex calciatore inglese
- 8 gennaio - Roberto Mouzo, ex calciatore argentino
- 9 gennaio - David Hewson, giornalista e scrittore britannico
- 9 gennaio - Francis Meynieu, ex calciatore francese
- 9 gennaio - Danny Morrison, giornalista, scrittore e politico britannico
- 9 gennaio - Karl Schrott, ex slittinista austriaco
- 9 gennaio - Shigeru Sō, ex maratoneta giapponese
- 10 gennaio - Lee Atack, ex calciatore inglese
- 10 gennaio - Pino Belleri, giornalista italiano
- 10 gennaio - Pat Benatar, cantautrice statunitense
- 10 gennaio - Salvatore Biondino, mafioso italiano
- 10 gennaio - Dennis Cooper, scrittore e poeta statunitense
- 10 gennaio - Giulio Ercolessi, politico e scrittore italiano
- 10 gennaio - Aurelio Iacolenna, organista italiano († 2022)
- 10 gennaio - Guido Kratschmer, ex multiplista tedesco
- 10 gennaio - Bobby Rahal, ex pilota automobilistico statunitense
- 10 gennaio - Antonio Rotondo, politico italiano
- 10 gennaio - Sneschana Russewa-Hoyer, medaglista bulgara
- 10 gennaio - Mike Stern, chitarrista statunitense
- 11 gennaio - Luigi Bernardi, scrittore, saggista e sceneggiatore italiano († 2013)
- 11 gennaio - Trygve Johannessen, allenatore di calcio e ex calciatore norvegese
- 11 gennaio - Emanuele Nicosia, designer italiano († 2016)
- 11 gennaio - Daniel Scott, ex cestista e allenatore di pallacanestro cubano
- 11 gennaio - John Sessions, attore e comico britannico († 2020)
- 12 gennaio - Brad Dean, ex cestista e allenatore di pallacanestro statunitense
- 12 gennaio - Mary Harron, regista e sceneggiatrice canadese
- 12 gennaio - Kōichi Hashimoto, attore e doppiatore giapponese
- 12 gennaio - Armando Sommajuolo, giornalista italiano († 2023)
- 13 gennaio - Radoman Božović, politico serbo
- 13 gennaio - Patrick Demars, ex cestista francese
- 13 gennaio - Silvana Gallardo, attrice statunitense († 2012)
- 13 gennaio - Antonietta Laterza, cantautrice, attrice teatrale e regista italiana
- 13 gennaio - Luann Ryon, arciera statunitense († 2022)
- 13 gennaio - Salvatore Vozza, politico italiano
- 14 gennaio - Jurij Adžem, ex calciatore sovietico
- 14 gennaio - Michelangelo Agrusti, politico italiano
- 14 gennaio - Attila Ara-Kovács, politico ungherese
- 14 gennaio - Loris Boni, allenatore di calcio e ex calciatore italiano
- 14 gennaio - Denzil Douglas, politico nevisiano
- 14 gennaio - Valentino Gionta, mafioso italiano
- 14 gennaio - John Lambert, ex cestista statunitense
- 14 gennaio - Luis Ortega Álvarez, giurista spagnolo († 2015)
- 14 gennaio - Bonita Pietilä, casting director e produttrice televisiva statunitense
- 15 gennaio - Reine Brynolfsson, attore svedese
- 15 gennaio - Duke Erikson, bassista e polistrumentista statunitense
- 15 gennaio - Nicholas Goodrick-Clarke, storico britannico († 2012)
- 15 gennaio - Rob Gretton, manager britannico († 1999)
- 15 gennaio - Nico Jansen, ex calciatore olandese
- 15 gennaio - Dave Kennedy, ex pilota automobilistico irlandese
- 15 gennaio - John Lustig, fumettista statunitense
- 15 gennaio - Ricky Sobers, ex cestista statunitense
- 15 gennaio - Randy White, ex giocatore di football americano statunitense
- 16 gennaio - Harald Bjørkøy, tenore e docente norvegese
- 16 gennaio - Dave Brown, giocatore di football americano statunitense († 2006)
- 16 gennaio - Dante Carzaniga, allenatore di pallacanestro italiano († 2025)
- 16 gennaio - Bob Clearmountain, ingegnere statunitense
- 16 gennaio - Bill Dow, attore e regista teatrale canadese
- 16 gennaio - Mike Henderson, cantautore e polistrumentista statunitense († 2023)
- 16 gennaio - Reinhard Jirgl, scrittore tedesco
- 16 gennaio - Scott Klug, politico e giornalista statunitense
- 16 gennaio - Arnold Senoner, ex sciatore alpino italiano
- 17 gennaio - Jeff Berlin, bassista statunitense
- 17 gennaio - Roberto Canessa, ex rugbista a 15 e politico uruguaiano
- 17 gennaio - Mark Jones, sceneggiatore, regista e produttore cinematografico statunitense
- 17 gennaio - Jim Love, ex rugbista a 15 e allenatore di rugby a 15 neozelandese
- 17 gennaio - Ossi Marxer, sciatore alpino liechtensteinese († 1998)
- 17 gennaio - Agnese Possamai, ex mezzofondista italiana
- 17 gennaio - Cesare Procaccini, politico e operaio italiano
- 17 gennaio - Ian Turner, ex calciatore e allenatore di calcio inglese
- 17 gennaio - Fernando Von Arb, chitarrista svizzero
- 18 gennaio - Dag Malmberg, attore svedese
- 18 gennaio - Daniele Marantelli, politico italiano
- 18 gennaio - Conchita Puig, ex sciatrice alpina spagnola
- 19 gennaio - Desi Arnaz Jr., attore statunitense
- 19 gennaio - Walter Ballarin, ex calciatore italiano
- 19 gennaio - Pavel Boriskin, attore sovietico († 2021)
- 19 gennaio - Clive Edwards, batterista britannico
- 19 gennaio - Jürgen Gelsdorf, ex calciatore, allenatore di calcio e dirigente sportivo tedesco
- 19 gennaio - Michael Lupo, serial killer italiano († 1995)
- 19 gennaio - Cyprian Kizito Lwanga, arcivescovo cattolico ugandese († 2021)
- 19 gennaio - Cornel Marin, ex schermidore rumeno
- 19 gennaio - Stephan Micus, musicista tedesco
- 19 gennaio - Giovanni Pistollato, ex cestista italiano
- 19 gennaio - Sylvia Steiner, giudice brasiliana
- 19 gennaio - Achille Variati, politico italiano
- 19 gennaio - Flavio de Luca, dirigente d'azienda italiano
- 20 gennaio - Jeffrey Epstein, imprenditore e criminale statunitense († 2019)
- 20 gennaio - Robin McAuley, cantante irlandese
- 20 gennaio - John Robertson, ex calciatore e allenatore di calcio scozzese
- 20 gennaio - Bill Robinzine, cestista statunitense († 1982)
- 20 gennaio - Felice Secondini, allenatore di calcio e ex calciatore italiano
- 20 gennaio - Juliene Simpson, ex cestista, allenatrice di pallacanestro e dirigente sportiva statunitense
- 20 gennaio - Filipe Neri Ferrão, cardinale e patriarca cattolico indiano
- 21 gennaio - Paul Allen, informatico statunitense († 2018)
- 21 gennaio - Adriano Leverone, ceramista e scultore italiano († 2022)
- 21 gennaio - Pierre Tranchand, fumettista francese
- 21 gennaio - Rick Welts, dirigente sportivo statunitense
- 21 gennaio - Felipe Yáñez, ex ciclista su strada spagnolo
- 21 gennaio - Larisa Šojgu, politica e fisica russa († 2021)
- 22 gennaio - Edward L. Ayers, storico statunitense
- 22 gennaio - Gerhard Brandstätter, banchiere italiano
- 22 gennaio - Steve Chabot, politico statunitense
- 22 gennaio - Chung Myung-whun, direttore d'orchestra e pianista sudcoreano
- 22 gennaio - Jim Jarmusch, regista, sceneggiatore e musicista statunitense
- 22 gennaio - Mitsuo Katō, ex calciatore giapponese
- 22 gennaio - Tapio Koskinen, ex hockeista su ghiaccio finlandese
- 22 gennaio - Luisa Mattia, scrittrice e autrice televisiva italiana
- 22 gennaio - Arsenio Meza, ex calciatore paraguaiano
- 22 gennaio - Karen Moe, ex nuotatrice statunitense
- 22 gennaio - Jürgen Pommerenke, ex calciatore tedesco orientale
- 22 gennaio - Elisabetta Spitz, architetta e dirigente pubblica italiana
- 22 gennaio - Yang Jung-mo, ex lottatore sudcoreano
- 23 gennaio - John Luther Adams, compositore statunitense
- 23 gennaio - Alister McGrath, teologo, biologo e educatore britannico
- 23 gennaio - Gerard Ciarcia, ex hockeista su ghiaccio statunitense
- 23 gennaio - Terry Cochrane, ex calciatore nordirlandese
- 23 gennaio - Carl Devlies, politico belga
- 23 gennaio - Antonio Fois, militare italiano († 1971)
- 23 gennaio - Luigi Guicciardi, scrittore e critico letterario italiano
- 23 gennaio - Pat Haden, ex giocatore di football americano statunitense
- 23 gennaio - Susan Hilferty, costumista statunitense
- 23 gennaio - Pavlo Lazarenko, politico ucraino
- 23 gennaio - Stéphane Lissner, direttore teatrale francese
- 23 gennaio - Dirk Naudé, rugbista a 15 sudafricano († 2010)
- 23 gennaio - Dušan Nikolić, calciatore jugoslavo († 2018)
- 23 gennaio - Erich Obermayer, ex calciatore e allenatore di calcio austriaco
- 23 gennaio - Livio Pin, ex calciatore italiano
- 23 gennaio - Antonio Villaraigosa, politico statunitense
- 23 gennaio - Robin Zander, cantante e chitarrista statunitense
- 24 gennaio - Jurij Abramovič Bašmet, violista e direttore d'orchestra russo
- 24 gennaio - Nigel Glockler, batterista britannico
- 24 gennaio - Hwang Jae-man, calciatore sudcoreano († 2010)
- 24 gennaio - Moon Jae-in, politico sudcoreano
- 24 gennaio - Sergio Taveras, ex cestista dominicano
- 24 gennaio - Matthew Wilder, cantante, compositore e produttore discografico statunitense
- 25 gennaio - Marcello D'Orta, insegnante e scrittore italiano († 2013)
- 25 gennaio - Pasquale Fruscella, chirurgo italiano
- 25 gennaio - The Honky Tonk Man, ex wrestler statunitense
- 25 gennaio - Dževad Karahasan, scrittore, filosofo e drammaturgo bosniaco († 2023)
- 25 gennaio - Dougall José Montagnoli, calciatore argentino († 2007)
- 25 gennaio - Dražen Mužinić, ex calciatore jugoslavo
- 25 gennaio - Alphonse Nguyễn Hữu Long, vescovo cattolico vietnamita
- 25 gennaio - Jorge Ribolzi, allenatore di calcio e ex calciatore argentino
- 25 gennaio - Franco Varrella, allenatore di calcio e ex calciatore italiano
- 26 gennaio - Emanuele Giordana, giornalista, scrittore e saggista italiano
- 26 gennaio - Rick Hill, giocatore di football americano, attore e scrittore statunitense
- 26 gennaio - C.J. Kupec, ex cestista statunitense
- 26 gennaio - Clive Malcolm Griffiths, conduttore radiofonico e conduttore televisivo britannico
- 26 gennaio - Klaus Müller, ex calciatore tedesco orientale
- 26 gennaio - Anders Fogh Rasmussen, politico danese
- 26 gennaio - Lucinda Williams, cantautrice statunitense
- 27 gennaio - Bruno Astesana, musicista italiano († 2020)
- 27 gennaio - Joe Bob Briggs, attore, scrittore e critico cinematografico statunitense
- 27 gennaio - Richard Bremmer, attore britannico
- 27 gennaio - Per Brogeland, allenatore di calcio e ex calciatore norvegese
- 27 gennaio - Michael Burley, ex pentatleta statunitense
- 27 gennaio - Sofia Dionisio, attrice italiana
- 27 gennaio - Göran Flodström, ex schermidore svedese
- 27 gennaio - Rasoul Korbekandi, allenatore di calcio e ex calciatore iraniano
- 27 gennaio - Celso Machado, musicista, chitarrista e percussionista brasiliano
- 27 gennaio - Enrique Martínez Heredia, ex ciclista su strada e pistard spagnolo
- 27 gennaio - Mazarópi, allenatore di calcio e ex calciatore brasiliano
- 27 gennaio - Bob Mintzer, musicista, compositore e arrangiatore statunitense
- 27 gennaio - Vincenzo Mollica, giornalista, scrittore e disegnatore italiano
- 27 gennaio - Wilfried Reybrouck, ex ciclista su strada belga
- 27 gennaio - Pasquale Scialò, musicologo e compositore italiano
- 27 gennaio - Valerij Michajlovič Šavyrin, compositore di scacchi russo
- 28 gennaio - Anicée Alvina, attrice francese († 2006)
- 28 gennaio - Richard Anconina, attore francese
- 28 gennaio - Jim Bostic, ex cestista statunitense
- 28 gennaio - Susan Buckner, attrice statunitense († 2024)
- 28 gennaio - Chris Carter, musicista inglese
- 28 gennaio - Ponciano Castro, ex calciatore colombiano
- 28 gennaio - Robert X. Cringely, giornalista statunitense
- 28 gennaio - Hugo Hamilton, scrittore irlandese
- 28 gennaio - Piero Milesi, musicista, compositore e arrangiatore italiano († 2011)
- 28 gennaio - Miki Sugimoto, attrice e modella giapponese
- 29 gennaio - Nate Barnett, ex cestista statunitense
- 29 gennaio - Peter Baumann, musicista e filosofo tedesco
- 29 gennaio - Dalila Di Lazzaro, ex modella, attrice e scrittrice italiana
- 29 gennaio - Andrea Iaconi, dirigente sportivo italiano
- 29 gennaio - Rino Martinez, cantautore italiano
- 29 gennaio - José Moré Bonet, allenatore di calcio e ex calciatore spagnolo
- 29 gennaio - Mario Piovan, dirigente sportivo, ex arbitro di rugby a 15 e ex rugbista a 15 italiano
- 29 gennaio - Pierfrancesco Poggi, drammaturgo, attore e cantautore italiano
- 29 gennaio - Teresa Teng, cantante e attrice taiwanese († 1995)
- 29 gennaio - Charlie Wilson, cantautore statunitense
- 30 gennaio - Laurentino Cortizo, politico panamense
- 30 gennaio - Gian Cesare Discepoli, allenatore di calcio e ex calciatore italiano
- 30 gennaio - Tijs Goldschmidt, scrittore e biologo olandese
- 30 gennaio - Franca Lai, cantautrice italiana
- 30 gennaio - Benoît Puga, generale francese
- 30 gennaio - Vincenzo Spampinato, cantautore italiano
- 30 gennaio - Steven Zaillian, sceneggiatore, regista e produttore cinematografico statunitense
- 31 gennaio - José Alberto Costa, allenatore di calcio e ex calciatore portoghese
- 31 gennaio - Abel Díez, calciatore spagnolo († 2025)
- 31 gennaio - Phil Hicks, ex cestista statunitense
- 31 gennaio - Sergej Borisovič Ivanov, politico, generale e agente segreto russo
- 31 gennaio - Nodar Khizanishvili, ex calciatore sovietico
- 31 gennaio - Sayan Sanya, cantante e attore thailandese († 2013)